# Marjorie J. Vold
Marjorie Jean Young Vold (* 25. Oktober 1913 in Ottawa, Ontario; † 4. November 1991 in San Diego, Kalifornien) war eine US-amerikanische Chemikerin. Sie wirkte den Großteil ihrer wissenschaftlichen Laufbahn an der University of Southern California und forschte auf dem Gebiet der Kolloidchemie.

## Leben
Marjorie Jean Young kam 1913 als Tochter von Reynold Kenneth und Wilhelmine Young, geborene Aitken, in Kanada zur Welt. Noch im Kindesalter verließ die Familie Ottawa und zog in die Vereinigten Staaten nach Kalifornien. Sie studierte an der University of California, Berkeley, wo sie 1934 ihren Bachelorabschluss als Jahrgangsbeste machte und mit der University Medal ausgezeichnet wurde, ihre anschließende Promotion in Chemie erhielt sie 1936.
Ihr Großvater Robert Grant Aitken katalogisiert Doppelsterne am Lick Observatory, und ihr Vater arbeitete dort ebenfalls als Astronom. Während der Zeit in Berkeley traf sie ihren zukünftigen Ehemann Robert D. Vold, der hier 1935 in Chemie promovierte; sie heirateten 1936. Im Folgejahr gingen sie zusammen für vier Jahre als Post-Doktoranden an die Stanford University und wechselten 1941 an die University of Southern California (USC). Von 1942 bis 1946 arbeitete Marjorie J. Vold als Chemikerin bei der Union Oil Company of California und kehrte 1947 zurück an die USC, wo sie bis zu ihrer Pensionierung 1973 wirkte. Beginnend als wissenschaftliche Mitarbeiterin und Lehrkraft, war sie ab 1958 außerordentliche Professorin (adjunct professor) an der Chemiefakultät, an der ihr Mann seit 1947 ebenfalls Professor für Chemie war und welche er von 1950 bis 1953 leitete.
Marjorie J. Vold forschte mit ihrem Mann hauptsächlich auf dem Gebiet der Kolloidchemie. In Stanford standen kolloidale Elektrolyte im Vordergrund und an der USC unter anderem Assoziationskolloide und die Kinetik und Thermodynamik von Seifen und Flüssigkristallen. In ihren späteren Jahren erstellte sie zudem Computerprogramme zur Simulation von kolloidalen Prozessen. Sie verstarb 1991 im Alter von 78 Jahren nach einem über dreißigjährigen Kampf mit Multipler Sklerose, die sie in den letzten Jahren zwang, von ihrem Krankenhausbett aus zu arbeiten.

## Auszeichnungen
- 1934: University Medal (University of California, Berkeley)
- 1967: Garvan-Olin-Medaille (American Chemical Society)

## Werke
- Marjorie J. und Robert D. Vold: Colloid chemistry; the science of large molecules, small particles, and surfaces. Reinhold, New York 1964.
- Marjorie J. und Robert D. Vold: Colloid and interface chemistry. Addison-Wesley, Reading, MA 1983.